# 水島市
水島市（みずしまし）という市は存在しない。
- 水島地域 - 岡山県倉敷市の行政上の地域区分。水島市設立が検討されたことはあった。